# 루이 11세
루이 11세(프랑스어: Louis XI, 1423년 7월 3일 ~ 1483년 8월 30일)는 프랑스 왕국의 왕이다. 별명은 신중왕(프랑스어: le Prudent).
루이 11세는 1440년에 프라그리라고 알려진 그의 아버지를 상대로 일어난 단기간의 반란에 참여했었다. 왕은 루이를 포함한 그의 봉신들의 반란을 용서해주었고, 아들에게 프랑스 동남부의 도피네 관리를 맡겼다. 하지만 루이의 끊임없는 음모는 그의 아버지가 그를 궁전에서 쫓아버리게 만들었다. 도피네에서 그는 자신의 정치적 입지를 마련했고 아버지의 의도에 맞서 사보이아 공작 루도비코의 딸 카를로타 디 사보이아와 혼인했다. 샤를 7세는 아들에게 자신의 의지를 강요하기 위해 군대를 보냈으나, 루이는 부르고뉴로 달아나, 샤를의 최대의 맞수였던 선량공 필리프의 비호를 받았다.
1461년에 샤를 7세가 사망하자, 루이는 프랑스 왕국에 대한 그의 재산을 차지하기 위해 부르고뉴 궁전을 떠났다. 음모에 관한 그의 취향과 짙은 외교적 활동은 그에게 “교활왕” (중세 프랑스어: le rusé)과 그의 적들이 그가 공모와 음모의 거미줄을 돌려 놓았다고 비난하며 “세계의 거미” (중세 프랑스어: l'universelle aragne)라는 별칭을 얻게 하였다.
1472년에 다음 부르고뉴 공작 용담공 샤를이 경쟁자인 루이를 상대로 무기를 들었다. 그러나 루이는 샤를의 동맹인 에드워드 4세와 1475년 피키니 조약을 체결하며 그를 고립시킬 수 있었다. 그 조약으로 백년 전쟁은 공식적으로 종결되었다. 1477년 낭시 전투에서 용담공 샤를의 사망으로, 부르고뉴 공작가도 끝나게 되었다. 루이는 부르고뉴 본토와 피카르디를 포함한 많은 부르고뉴의 영토를 차지하는데 이 상황을 이용했다.
외국과의 직접적인 위협이 없었던 루이는 그에게 반항적인 봉신들에 대한 제거, 왕가 권력의 확대, 경제 개발 강화등을 할 수 있었다. 그는 1483년에 사망했고 아들 샤를 8세가 그 뒤를 이어받았다.

## 가족 관계
루이 11세는 두 번 결혼을 했는데, 첫번째 결혼은 1436년 스코틀랜드 국왕 제임스 1세와 조앤 보퍼트의 딸인 스코틀랜드의 마거릿과 했지만 자녀 없이 사망하였다. 두번째 결혼은 1451년 사보이아 공작 루도비코의 딸인 사보이아의 카를로타와 해서 5남 3녀를 두었는데, 그중 세 명만 성인이 되었다.
| 사진 | 이름     | 생일             | 사망                    | 기타                                   |
| ---- | -------- | ---------------- | ----------------------- | -------------------------------------- |
|      | 루이     | 1458년 10월 18일 | 1460년                  | 요절                                   |
|      | 조아킴   | 1459년 7월 15일  | 1459년 11월 29일        | 요절                                   |
|      | 루이즈   | 1460년           | 1460년                  | 요절                                   |
|      | 안       | 1461년 4월 3일   | 1522년 11월 14일 (61세) | 부르봉 공작 피에르 2세와 결혼 슬하 1남 |
|      | 잔       | 1464년 4월 23일  | 1505년 2월 4일 (40세)   | 프랑스 국왕 루이 12세와 결혼           |
|      | 프랑수아 | 1466년 12월 4일  | 1466년 12월 4일         | 요절                                   |
|      | 샤를 8세 | 1470년 6월 30일  | 1498년 4월 7일          | 후임 프랑스 국왕                       |
|      | 프랑수아 | 1472년 9월 3일   | 1473년 11월 (1세)       | 요절 베리 공작                         |

루이 11세는 정부가 여러명 있었는데 첫번째 정부인 펠리제 레냐르에게서 자녀 둘을 두었고, 합법적으로 인정하였다. 또 다른 정부인 보몽 백작부인 마르그리트 드 사세나주(Marguerite de Sassenage, dame de Beaumont, 1450년 - 1471년 이전)와의 사이에도 자녀를 두었을 것으로 보인다.
- 펠리제 레냐르(Félizé Regnard, 1424년 - 1474년)
  - 잔 드 발루아(Jeanne de Valois, 1447년 - 1519년)
  - 루이 드 부르봉 루시용(Louis de Bourbon-Roussillon, 1450년 - 1487년)